# Lista elementelor patrimoniului cultural imaterial din Iran
Două moșteniri culturale sunt enumerate ca având nevoie de salvgardare urgentă. Acestea sunt Naqqali⁠(d) (teatrul-narativ persan) și „Abilități tradiționale de construire și navigare a bărcilor iraniene lenj”.
| #  | Imagine | Nume | Anul includerii în listă | №    |
| -- | ------- | --- | ------------------------ | ---- |
| 1  |         | „Radif” (repertoriul tradițional al muzicii clasice din Iran care formează esența culturii muzicale persane) | 2009                     | 279  |
| 2  |         | „Abilități tradiționale de țesut covoare în Kashan”                                                          | 2010                     | 383  |
| 3  |         | „Abilități tradiționale de țesut covoare în Fars”                                                            | 2010                     | 382  |
| 4  |         | „Arta dramatică rituală a Ta’zīya”                                                                           | 2010                     | 377  |
| 5  |         | „Ritualuri Pahlevani și Zoorkhanei”                                                                          | 2010                     | 378  |
| 6  |         | „Muzica bahșilor din Khorasan”                                                                               | 2010                     | 381  |
| 7  |         | „Abilități tradiționale de construire și navigare a bărcilor iraniene lenj din Golful Persic”                | 2011                     | 534  |
| 8  |         | „Naqqāli, teatrul-narativ persan”                                                                            | 2011                     | 535  |
| 9  |         | „Ritualurile Qālišuyān (spălarea covoarelor) din Mašhad-e Ardehāl în Kashan”                                 | 2012                     | 580  |
| 10 |         | „Nawrouz, Novruz, Nowrouz, Nowrouz, Nawrouz, Nauryz, Nooruz, Nowruz, Navruz, Nevruz, Nowruz, Navruz”         | 2016                     | 1161 |
| 11 |         | „Facerea pâinii plate și promovarea culturii acesteia: Lavash, Katyrma, Jupka, Yufka”                        | 2016                     | 1181 |
| 12 |         | „Chogān, un joc de călărie însoțit de muzică și narațiune”                                                   | 2017                     | 1282 |
| 13 |         | „Arta de a crea și de a juca cu Kamantcheh/Kamancha, un instrument muzical cu coarde arcuite”                | 2017                     | 1286 |
| 14 |         | Dotar, instrumentul sufiților                                                                                | 2019                     |      |